# Virgílio de Jesus e Silva Escudeiro
Virgílio de Jesus e Silva Escudeiro, conhecido igualmente como Virgílio Escudeiro, foi um engenheiro e empresário português.

## Biografia
Natural de Santa Comba Dão, nasceu em 28 de Dezembro de 1889; formou-se em engenharia na Escola do Exército, tendo atingido o posto de major nos finais da Primeira Grande Guerra.
Em 1921, saiu do exército e foi para África, onde se empregou como director-técnico da Companhia Geral de Construções, tendo conseguido obter diversos contratos para esta empresa, para a construção de vários edifícios governamentais em Angola, e para o restabelecimento do Caminho de Ferro de Luanda a Malange. No princípio do ano de 1924, começou a laborar por conta própria, como engenheiro civil construtor, em Angola. Ainda nesse ano, assistiu à abertura da ligação ferroviária entre as localidades de Silva Porto e General Machado, da Companhia do Caminho de Ferro de Benguela, tendo entrado para esta empresa em 3 de Agosto de 1928, como director adjunto da Divisão Técnica, com a função de coordenar a futura expansão da rede ferroviária. Foi promovido a director-geral adjunto em 1931 e a director-geral para Angola em 1942, tendo sido nomeado director cerca de 1954.
Passou à reforma em finais de 1957, tendo sido homenageado pela Companhia nessa altura.